# Cratere Krynica
Krynica è un cratere sulla superficie di Gaspra.